# Краутшнайдер, Рудольф
Рудольф Краутшнайдер (чеш. Rudolf Krautschneider, 22 августа 1943, Вена, Австрия) — чешский мореплаватель австрийского происхождения, путешественник, яхтсмен, писатель, редактор, искатель приключений.

## Биография
Родился в Вене, позже переехал с матерью в Зноймо. Сменил много профессий, работал лесорубом и шахтёром. Занимаясь самостоятельным строительством кораблей, Краутшнайдер вошёл в историю мирового парусного спорта. В возрасте шестнадцати лет впервые увидел море, с тех пор оно стало основным его интересом. Он стал мореходом-любителем, Краутшнайдер посвятил океанской тематике статьи, иллюстрации, книги, документальные фильмы. Первой его яхтой стала Vela, на которой он достиг Шетландских островов в 1976 году. Несколько лет спустя на новом паруснике Polka он достиг Шпицбергена и посетил Фолклендские острова, на которых застал Фолклендскую войну в 1981—1983 годах. Следующим кораблём была Polárka (Полярная звезда), построенная им самим, на которой совершил круиз вокруг Антарктиды. Последним и самым большим судном была реконструкция «Виктории» — каракки, на которой Фернан Магеллан совершил знаменитое кругосветное путешествие в начале XVI века. На краутшнайдеровском паруснике Victoria кругосветное плавание состоялось в 1999 году. Строительство проходило с 1995 по 1999 годы, на протяжении которых участие в постройке принимало около 300 человек. Команда корабля состояла из 12 человек, однако состав по ходу плавания претерпевал изменения. Кругосветка завершилась 22 августа 2004 года в Щецине.
С 1994 года организует «Сухие круизы» на море для людей, больных наркоманией. Также участвует в строительстве домов семейного типа для детей, которых берёт в плавание.
Рудольф Краутшнайдер является членом ЧАМП (ČANY) — Чешской ассоциации морских парусников (чеш. České asociace námořního yachtingu).
Всего за свою жизнь Краутшнайдер преодолел около 250 000 морских миль.